# Margarida Hirschmann
Margarida Hirschmann foi uma locutora de rádio brasileira que atuou contra a Força Expedicionária Brasileira, a serviço da Alemanha, durante a Segunda Guerra Mundial, na Rádio Fina-Mônaco, em Como, na Itália, onde fazia o Programa Auri-Verde. Foi presa e acusada de traição contra o Brasil. Margarida alegou em sua defesa que foi obrigada pelos nazistas a trabalhar na Rádio Fina-Mônico e foi defendida no Superior Tribunal Militar pelo advogado Evandro Lins e Silva.